# Іркольський сільський округ (Кармакшинський район)
Ірко́льський сільський округ (каз. Иіркөл ауылдық округі, рос. Иркольский сельский округ) — адміністративна одиниця у складі Кармакшинського району Кизилординської області Казахстану. Адміністративний центр та єдиний населений пункт — село Іркольське.
Населення — 676 осіб (2021; 912 у 2009, 1172 у 1999, 1354 у 1989).
Станом на 1989 рік існувала Іркольська сільська рада (село Октябр).